# Туркевич, Михаил Михайлович
Михаил Михайлович Туркевич (22 марта 1953, с. Утешков, Львовская область — 3 июля 2003, Сочи) — заслуженный мастер спорта СССР по альпинизму (1982), мастер спорта международного класса (1982), многократный призёр чемпионатов и первенств СССР по альпинизму и скалолазанию, многократный организатор экспедиций в Гималаи.

## Биография
Закончил Киевский топографический техникум.
С 1973 года занялся альпинизмом.
C 1974 года работал в «Южниигипрогаз» (Донецк). Был председателем Донецкого областного альпинистского клуба «Донбасс», инициатор строительства альпинистской базы в Донецкой области.
В 1982 году участвовал в первой советской гималайской экспедиции и вместе с Сергеем Бершовым совершил первое ночное восхождение на Эверест.
С 2000 г. работал в МЧС России. Был заместителем начальника Центра подготовки спасателей МЧС России. Автор программы подготовки спасателей, которой продолжают пользоваться.
Награждён орденом «Трудового Красного Знамени» (1982), орденом «Дружбы народов» (1989).
Выпустил книги: «Зов далёких вершин» (Донецк, «Донбасс», 1984), «Восхождение» (Донецк, «Донбасс», 1987), «Спасательные работы» (Издательство МЧС России).
Умер в 2003 году в Сочи. Тело самолётом было доставлено в Москву, где было кремировано.
На скалодроме возле посёлка Зуевка регулярно весной и осенью донецкими альпинистами и скалолазами проводятся соревнования по технике альпинизма «Памяти Михаила Туркевича».

## Восхождения
Совершил около 30 восхождений по маршрутам высшей категории сложности.
- Эверест — 1982 (первое в истории ночное восхождение на «восьмитысячник»)
- Лхоцзе — 1990 южная стена, первопрохождение,
- Пик Ленина — 1979, 1983
- Пик Корженевской — 1983, 1986, 1987
- Пик Коммунизма — 7 раз, 1986 — первое зимнее восхождение
- Пик Победы — 1988
- траверс массива Победы от пика Важа-Пшавелы до пика Военных Топографов — 1988
- восхождение на 5 «восьмитысячников» массива Канченджанга — 1989

## Участие в соревнованиях
Чемпионаты СССР по альпинизму:
- 1983 — 3 место — Далар, Кирпич
- 1984 — 1 место — Чатын (по Северной стене)
- 1985 — 3 место — Свободная Корея
- 1986 — 1 место — Ушба (Южная)